# Jadar (Drina)
El Jadar (Serbian Cyrillic: Јадар, pronunciado [jǎːdar]) es un río del oeste de Serbia, de 75 km de largo, afluente por la derecha del Drina. Da nombre a la región de Jadar, además de al mineral jadarita.

## Curso
El Jadar nace en la ladera meridional del monte Vlašić, al noreste de la ciudad de Valjevo, en el extremo noreste de la región de Podgorina. Varios arroyos fluyen hacia el sur y se unen cerca del pueblo de Osladić. Poco después, en el pueblo de Dragijevica, el Jadar gira bruscamente hacia el noroeste, dirección que seguirá hasta desembocar en el Drina.
La primera población grande que cruza el río es Osečina, centro comarcal; tras atravesarla, el Jadar recibe las aguas del Pecka por la izquierda. El río cruza luego las aldeas de Komirić, Ravnaja y Mojković; alcanza entonces otro importante afluente por la margen izquierda, el Likodra, cerca de la aldea y antigua mina de Zavlaka. El Jadar sortea a continuación los pueblos de Brezovice, Radinac (donde recibe otro afluente por la izquierda, el río Rakovica), Brnjaci, Draginac, Bradić, Lipnica, Gornji Dobrić y Kozjak, antes de desembocar por fin en el Drina, cerca del pueblo de Straža, al sur de la ciudad de Janja, sita en la República Srpska de Bosnia y Herzegovina.
El Jadar pertenece a la cuenca hidrográfica del mar Negro, que ocupa una superficie de 894 km², y no es navegable. Es famoso por las inundaciones que causa casi cada año. El curso superior (unos diez kilómetros) fue regulado en 1988, no así los veinte kilómetros finales cerca de la desembocadura en el Drina. Tan solo en 2005, el río se desbordó en doce ocasiones. Existe un proyecto de regulación del curso del río en la desembocadura que lo acortaría en cinco kilómetros.